# Araçoiaba da Serra
Araçoiaba da Serra is een gemeente in de Braziliaanse deelstaat São Paulo. De gemeente telt 26.626 inwoners (schatting 2009).